# 焦约萨约尼卡
焦约萨约尼卡（義大利語：Gioiosa Ionica）是意大利雷焦卡拉布里亚省的一个市镇。总面积36.99平方公里，人口7157人，人口密度193.5人/平方公里（2009年）。ISTAT代码为080039。